# Epulopiscium fishelsoni
Epulopiscium fishelsoni («гість на рибному бенкеті») — грам-позитивна бактерія, що має симбіотичні взаємовідносини з рибами родини Acanthuridae. Ця бактерія більш за все відома своїм великим розміром, що досягає 200–700 μм у довжину, і близько 80 μм в діаметрі. До відкриття Thiomargarita namibiensis в 1999 році, вона вважалася найбільшою відомою бактерією.